# リンダ・バード・ジョンソン・ロッブ
リンダ・バード・ジョンソン・ロッブ（Lynda Bird Johnson Robb, 1944年3月19日 - ）は、第36代アメリカ合衆国大統領リンドン・B・ジョンソンとその妻レディ・バード・ジョンソンの長女である。彼女はアメリカ最大の児童識字率向上団体であるリーディング・イズ・ファンダメンタルの理事長や女性のための大統領の諮問委員会の委員長を務めた。夫はバージニア州副知事・知事のチャック・ロッブであり、したがって彼女は1978年から1982年まではバージニア州のセカンドレディ、1982年から1986年まではファーストレディであった。2013年12月21日にジョン・アイゼンハワーが亡くなったことで存命のアメリカ合衆国大統領の子供の中では最高齢となった。

## バイオグラフィ

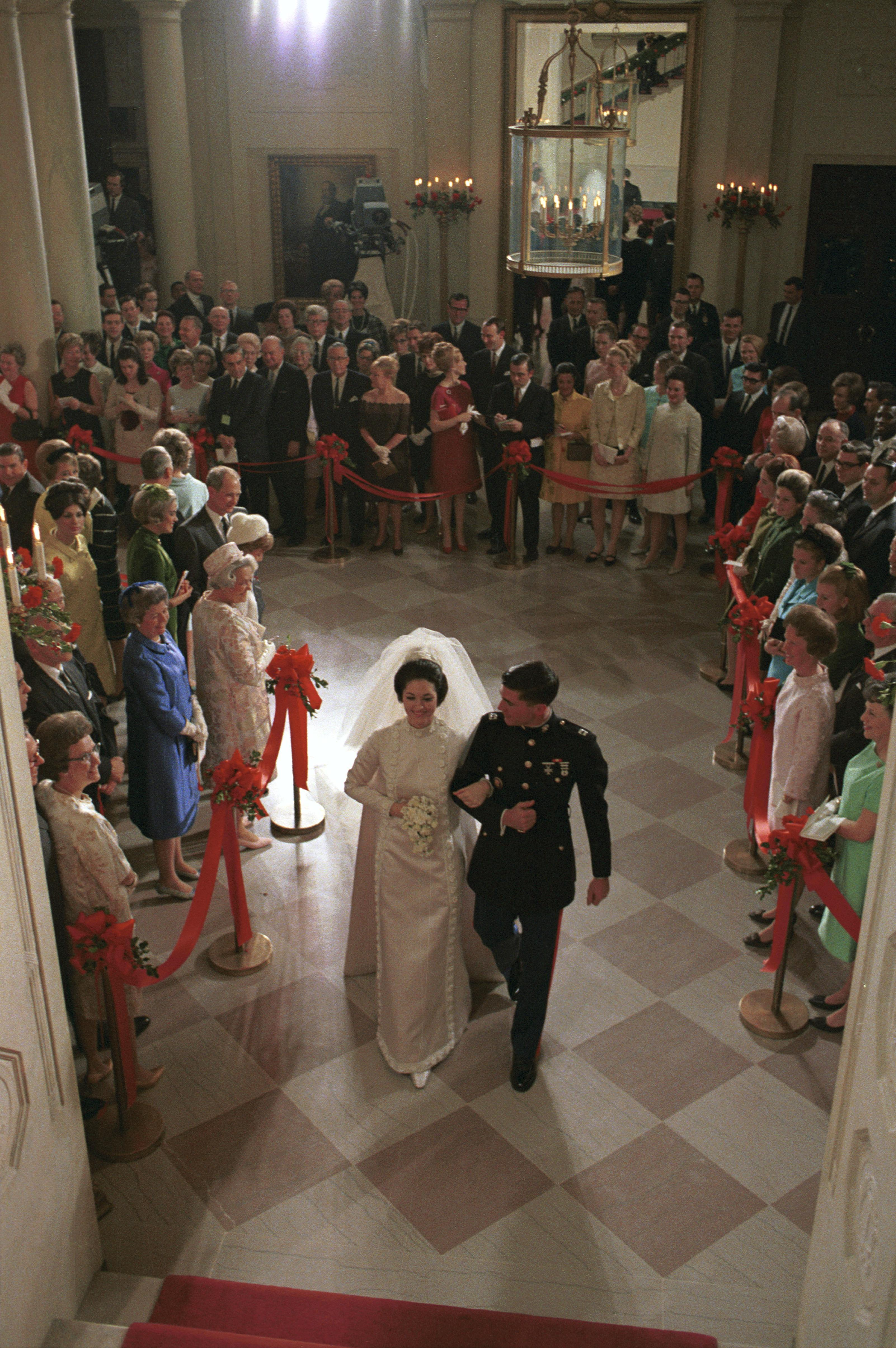
ホワイトハウスで結婚式を挙げるジョンソンとチャック・ロッブ（1967年12月9日）。

リンダの出産時に母のレディ・バードは3度の流産を経験しており、主治医は彼女が子供を持てる可能性には悲観的な見解を示していたため、父リンドンは両親の名前をつけることを提案した。こうして「リンダ・バード」という名前が生まれたのである。
リンダはバーナード・ローゼンバック（Bernard Rosenbach）と婚約していたが、俳優のジョージ・ハミルトンと出会い、1966年に彼と交際を始めた。ケネディ大統領暗殺事件を受けてシークレットサービスによる大統領親族の保護が強化されたため、ハミルトンとジョンソンのカップルはシークレットサービスに保護された初のカップルの1つとなった。
その後彼女はアメリカ海兵隊大尉のチャールズ・S・ロッブと1967年にホワイトハウスのイーストルームで結婚した。夫はベトナムで戦った後、バージニア州副知事（1978-1982年）、バージニア州知事（1982-1986年）、バージニア州選出上院議員（1989-2001年）を務めた。
1979年5月9日、当時の大統領のジミー・カーターは彼女をリーディング・イズ・ファンダメンタルの理事長や女性のための大統領の諮問委員会の委員長に任命した。30人からなるこの委員会はアメリカの文化的、社会的、経済的、政治的生活における女性の平等を促進するというカーター大統領の命題を遂行するために活動した。
彼女は1996-2001年までアメリカ最大の児童識字教育団体であるリーディング・イズ・ファンダメンタルの理事長の理事長を務めた。また1969年から1981年までは『レディース・ホーム・ジャーナル』誌の寄稿編集者を務めた。彼女はリンドン・ベインズ・ジョンソン財団とレディ・バード・ジョンソン・ワイルドフラワー・センターの理事を務めている。
彼女はナショナル・カテドラル・スクールで教育を受けた後にテキサス大学オースティン校を卒業した。またゼータ・タウ・アルファ社交会に所属していた。彼女はワシントン・アンド・リー大学とノーウィッチ大学から名誉人文学博士号を授与されている。
彼女は娘のルシンダ・デシャ・ロッブ（Lucinda Desha Robb, 1968年生）、キャサリン・ルイス・ロッブ（Catherine Lewis Robb, 1970年生）、ジェニファー・ウィクリフ・ロッブ（Jennifer Wickliffe Robb, 1978年生）をもうけている。
2004年に彼女は体調不良の母に代わってロナルド・レーガンの国葬に参列した。2016年12月26日に死去したジェラルド・フォードの国葬にも彼女は再び母の代理として参列した。2018年に彼女は夫のチャック、妹のルーシー・ベインズ・ジョンソン、義兄弟のイアン・ターピンと共にジョージ・H・W・ブッシュの国葬に参列した。